# Drottning Elizabeth II:s platinajubileumsmedalj
Drottning Elizabeth II:s platinajubileumsmedalj är en minnesmedalj till minne av drottning Elizabeth II:s 70-årsjubileum som drottning av Storbritannien och hennes samväldesriken, 6 februari 2022.

## Storbritannien
I Storbritannien har medaljen Drottningens porträtt och texten ”ELIZABETH II DEI GRATIA REGINA FID DEF” på åtsidan och hjälmprydnaden för Storbritanniens kungliga vapen samt åren 1952 och 2022 på frånsidan. Medaljen är designad av Timothy Noad vid College of Arms och är gjord av nysilver. Bland mottagarna finns poliser, brandmän, sjukvårdare, fängelsepersonal, militärer, hovpersonal samt levande mottagare av Georg- eller Viktoriakorset.

## Kanada
I Kanada saknas en nationell jubileumsmedalj. Istället har flera provinser skapat sina egna versioner och de är Nova Scotia, New Brunswick, Manitoba, Prince Edward Island, Saskatchewan samt Alberta. Medaljen är i silver och 32 mm i diameter. På åtsidan syns Drottningens porträtt med texterna ”ELIZABETH II DEI GRATIA REGINA” och ”CANADA” separerade med lönnblad. Frånsidan består av den aktuella provinsens vapen med åren 1952 och 2022 samt texten ”VIVAT REGINA”. Kriterierna för mottagarna varierar mellan provinserna.